# کایسدو
کایسدو (انگلیسی: Caicedo) یک منطقه مسکونی در کشور کلمبیا است.